# Berville-en-Roumois
Berville-en-Roumois ist eine Ortschaft und eine Commune déléguée in der französischen Gemeinde Les Monts du Roumois mit 880 Einwohnern (Stand: 1. Januar 2022) im Département Eure in der Region Normandie. Die Einwohner werden Bervillais genannt.

## Geographie
Berville-en-Roumois liegt etwa 25 Kilometer südwestlich von Rouen. 

## Geschichte
Die Gemeinde Berville-en-Roumois wurde am 1. Januar 2017 mit Bosguérard-de-Marcouville und Houlbec-près-le-Gros-Theil zur neuen Gemeinde Les Monts du Roumois zusammengeschlossen. Der Verwaltungssitz dieser Commune nouvelle befindet sich in Berville-en-Roumois. Sie gehörte zum Arrondissement Bernay und zum Kanton Bourgtheroulde-Infreville.

## Bevölkerungsentwicklung
| Jahr                      | 1793 | 1866 | 1901 | 1921 | 1946 | 1962 | 1968 | 1975 | 1982 | 1990 | 1999 | 2006 | 2013 |
| Einwohner                 | 452  | 564  | 421  | 373  | 400  | 435  | 452  | 481  | 567  | 616  | 661  | 697  | 836  |
| Quelle: Cassini und INSEE |      |      |      |      |      |      |      |      |      |      |      |      |      |

## Sehenswürdigkeiten

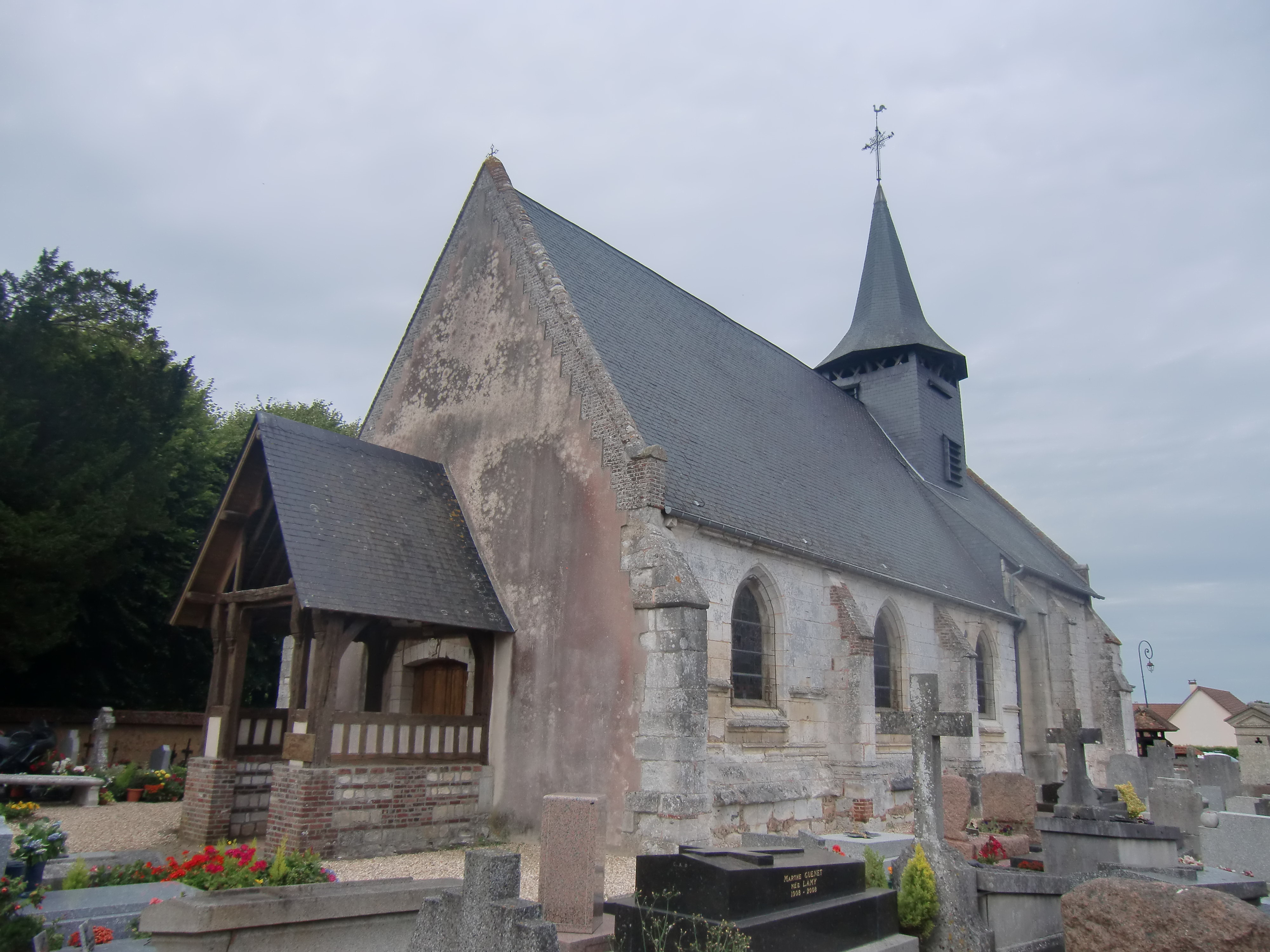
Kirche Saint-Paer

- Kirche Saint-Paterne (auch: Saint-Paer)